# Erika de Casier
Erika de Casier Ramos Lizardo (født 1990) er en musiker af portugisisk afstamning, som er opvokset i Danmark og i 2019 udgav sit debutalbum Essentials. Hun modtog Kronprinsparrets Kulturelle Stjernedryspris i 2021.

## Baggrund
Erika de Casier er født i Portugal af en far fra Kap Verde og en mor fra Belgien. I 1998 flyttede hun med moderen og sin bror til Ribe, hvor hun voksede op. Hun har senere boet i Aarhus og København, hvor hun har læst på musikkonservatoriet og færdiggjort en master i 2020. Hun har bestået indfødsretsprøven, men har endnu ikke fået dansk statsborgerskab.

## Musikerkarriere
I 2014 dannede de Casier sammen med Hors (Andreas Vasegaard Nielsen) duoen Saint Cava. Fra 2017 arbejdede hun på at skabe sig en solokarriere, da hun udsendte singlen "What U Wanna Do". Der kom flere singler, alle i R&B-stil, og i maj 2019 udgav hun sit første album med titlen Essentials, udgivet på eget forlag.
I 2020 skrev hun kontrakt med det engelske pladeselskab 4AD, og på dette udsendte hun sit andet album, Sensational, i 2021. Dette fik gode anmeldelser, ikke bare i Danmark (fx fem af seks stjerner i Soundvenue), men fx i The Guardian fik det fire stjerner (af fem).
Efter Sensational kom der for alvor gang i karrieren, hvor hun blandt andet modtog Kronprinsparrets Kulturelle Stjernedryspris i september 2021 og derpå har planlagt en koncertturné, der blandt andet bringer hende til Paris, Amsterdam, Prag og Oslo foruden København og Aarhus.